# Horacio H. Heredia
 Horacio H. Heredia  ( Tucumán, Argentina, 1918 cuyo nombre completo era Horacio Hugo Heredia fue un abogado argentino designado por el dictador Jorge Rafael Videla para integrar la Corte Suprema de Justicia de la Nación, a la que perteneció hasta su fallecimiento en 1978. Compartió el Tribunal, en distintos momentos con Abelardo Francisco Rossi, Federico Videla Escalada, Alejandro Caride, Adolfo Gabrielli, Pedro José Frías y Emilio Miguel Roberto Daireaux. 